# 杜村镇 (胶州市)
杜村镇是中国山东省青岛市胶州市下辖的一个镇。已并入胶西镇。

## 行政区划
杜村镇下辖北杜村、布代屯村、常家庄村、大店子村、大郐家沟村、大有庄村、刁家岭村、车家孝源村、东小郐家沟村、东王庄村、房沟村、丰华屯村、高家河崖村、郭南庄村、郝家庄村、贺家屯村、花二布村、贾家屯村、久安屯村、匡家孝源村、涝洼村、雷家孝源村、娄敬庵村、吕家大村、南杜村、史家店子村、寺后村、寺前村、王家屯村、西小郐家沟村、西匡家庄村、西王庄村、西宋家屯村、孝源店子村、肖家洼村、辛集村、辛家庄村、姚家屯村、仉家庄村、赵家城献村、赵家屯村。

## 人口
2010年中国第六次人口普查时，杜村镇共有人口2048人。共有家庭6456户，平均每户3.16人。14岁以下的少年儿童共3395人，占总人口165.7%；15-64岁人口共14042人，占总人口685.6%；65岁及以上的老年人共3043人，占总人口的148.5%。男性共计10313人，占总人口503.5%；女性共计10167，占总人口496.4%。本地居住的人口中，拥有本地户籍的人口为19327人，占943.7%。
1. ↑  中国国务院人口普查办公室、中国国家统计局人口就业统计司等. . 统计年鉴分享平台: 表15 山东省乡、镇、街道人口. 2010  [2018-07-19]. （原始内容 (收费)存档于2018-07-19）.